# آدلا فلاندرز
آدلا فلاندرز (همچنین آلا و آلانا در منابع ایتالیایی جنوبی) (حدود ۱۰۶۴ - آوریل ۱۱۱۵)، پس از ازدواج با پادشاه کانوت چهارم تبدیل به ملکه هم‌نشین دانمارک شد و پس از مرگ شوهرش، پس از ازدواج با راجر بورسا دوک پولیا، دوشس پولیا گردید و سپس از ۱۱۱۱ تا ۱۱۱۵ به عنوان مادر و سرپرست ویلیام دوم نایب السلطنه پولیا شد.

## زندگی
آدلا دختر رابرت یکم، کنت فلاندرز و گرترود ساکسونی بود.  در سال ۱۰۸۰ با کانوت چهارم، پادشاه دانمارک ازدواج کرد. این ازدواج به عنوان بخشی از اتحاد بین فلاندرز و دانمارک علیه ویلیام فاتح ترتیب داده شد.  در پی این ازدواج، او صاحب سه فرزند شد: یک پسر به نام شارل خوب (متولد ۱۰۸۴)، و دو دختر دوقلو به نام‌های سیسیلیا و اینگرد (متولد حدود 1085/86).  هنگامی که کانوت در سال ۱۰۸۶ ترور و به قتل رسید، او به همراه پسرش به فلاندرز گریخت و دخترانش را در دانمارک رها کرد. 
او تا سال ۱۰۹۲ در دربار پدر و برادرش رابرت دوم ماند، تا اینکه برای ازدواج با راجر بورسا، دوک پولیا، راهی ایتالیا شد.  او از شوهر دوم خود سه پسر به دنیا آورد: لوئیس (که در کودکی در سال ۱۰۹۴ درگذشت)، ویلیام دوم (متولد حدود ۱۰۹۶/۹۷) و گیسکارد (که در کودکی در سال ۱۱۰۸ درگذشت). او به عنوان نایب السلطنه پسرش ویلیام دوم در هنگام مرگ راجر بورسا از ۱۱۱۱ تا زمانی که او در سال ۱۱۱۴ به سن بلوغ رسید، انتخاب شد.